# Withius
Withius är ett släkte av spindeldjur. Enligt Catalogue of Life ingår Withius i familjen Withiidae, men enligt Dyntaxa är tillhörigheten istället familjen Withiidaae.

## Dottertaxa tillWithius, i alfabetisk ordning[1][2]
- Withius abyssinicus
- Withius angolensis
- Withius angustatus
- Withius arabicus
- Withius ascensionis
- Withius australasiae
- Withius brevidigitatus
- Withius caecus
- Withius ceylanicus
- Withius congicus
- Withius crassipes
- Withius despaxi
- Withius faunus
- Withius fuscus
- Withius glabratus
- Withius gracilipalpus
- Withius hispanus
- Withius indicus
- Withius japonicus
- Withius kaestneri
- Withius lagunae
- Withius lawrencei
- Withius laysanensis
- Withius lewisi
- Withius litoreus
- Withius madagascariensis
- Withius nanus
- Withius neglectus
- Withius nepalensis
- Withius pekinensis
- Withius piger
- Withius rebierei
- Withius simoni
- Withius soederbomi
- Withius somalicus
- Withius suis
- Withius tenuimanus
- Withius termitophilus
- Withius texanus
- Withius transvaalensis
- Withius vachoni
- Withius vagrans